# Ган Ха-Шлоша
Ган Ха-Шлоша (ивр. גן השלושה‎, дословно — «Сад троих») — национальный парк Израиля, также известный по его арабскому наименованию — Сахне (араб. الساخنة‎, дословно — «Горячий бассейн»). Находится в северной части страны, между Афулой и Бейт-Шеаном, у подножья горы Гильбоа. На территории парка находятся три тёплых озера, имеющие температуру около 28 °С в течение всего года.

## История
Своё название парк получил в честь трёх погибших первооткрывателей Аарона Эткина, Хаима Штурмана и Давида Мосинзона, которые подорвались на мине в 1938 году, во время поиска подходящего места для будущего кибуца Нир-Давид.